# Düziçi (stad)
Düziçi is een stad in Turkije, dat ligt in Düziçi, een district in de provincie Osmaniye. Er leven in 2010 77.568 inwoners.

## Geschiedenis
De Ottomanen namen de macht in 1516 tijdens de protesten tegen het Egypte van Sultan Selim I. In de Ottomaanse periode werd de stad bekend als Haruniye.
Na de Eerste Wereldoorlog werd de stad bezet door Franse troepen, dit duurde voort tot de Turkse Onafhankelijkheidsoorlog.